# Iglesia de San Jorge (Santurce)
La iglesia de San Jorge es la principal y más antigua iglesia de Santurce.
La primera mención sobre Santurce encontrada por escrito es de 1075, referenciando al monasterio de Sancti Georgis (San Jorge), del cual cogió el municipio el nombre.
Anteriormente ubicada junto a la costa, que con los rellenos realizados desde inicios del siglo XIX, la línea de costa se ha alejado 170m.
Originalmente era de estilo románico, aunque actualmente solo se conserva el tímpano de aquella época, el cual se encuentra en el Museo Diocesano de Arte Sacro en Bilbao. Delante de la iglesia se encuentra una réplica del mismo. También es destacable el campanario hecho por Lorenzo Muñiz en 1844.